# April 2000
Dit artikel geeft een chronologisch overzicht van alle belangrijke gebeurtenissen per dag in de maand april van het jaar 2000.

## Gebeurtenissen

### 2 april
- Ondanks een nederlaag (19-13) in de afsluitende wedstrijd in en tegen Schotland winnen de Engelse rugbyers de eerste editie van het Zeslandentoernooi.

### 7 april
- André Hazes weigert een Edison in ontvangst te nemen. Hij zou de prijs krijgen voor zijn hele oeuvre, maar toen hij hoorde dat Doe Maar voor de prijs had bedankt, wilde Hazes hem ook niet meer hebben.
- D66-leider Thom de Graaf pleit voor modernisering van de monarchie.

### 16 april
- De Keniase langeafstandsloper Kenneth Cheruiyot is met 2:08.22 de snelste in de 20e editie van de marathon van Rotterdam. Bij de vrouwen zegeviert Ana Isabel Alonso uit Spanje in een tijd van 2:30.31.

### 17 april
- Eerste uitzending van Edwin Evers op Radio 538.

### 18 april
- Robert L. Yates wordt in Washington gearresteerd op beschuldiging van moord op een tienerprostituee. Later bekende hij er dertien.

### 19 april
- Een Boeing 737 van Air Philippines stort neer in een kokosnootplantage op een berghelling vlak voor de landing op Davao Aiport. Alle 131 inzittenden komen om.

### 20 april
- De beursgang van Newconomy, het bedrijf van Maurice de Hond, levert 65 miljoen euro op.
- Robert Mosuse (30), Belgisch zanger (The B-Tunes, The Radios en The Big M's).

### 22 april
- Agenten van de federale overheid halen Elián González uit het huis van zijn verwanten in Miami (Florida) en brengen hem naar zijn Cubaanse vader in Washington D.C..
- Erik Zabel wint de Amstel Gold Race.
- Six Flags Holland opent zijn deuren met vier nieuwe achtbanen.

### 23 april
- De Japanse keizer Akihito begint een staatsbezoek aan Nederland, dat in het teken van 400 jaar betrekkingen tussen beide landen staat.

### 26 april
- In de aanloop naar het EK voetbal 2000 speelt het Nederlands voetbalelftal in Arnhem met 0-0 gelijk tegen Schotland in een vriendschappelijke interland.

## Overleden
<< · januari · februari · maart · april · mei · juni · juli · augustus · september · oktober · november · december · >>